# Disney's Chip'n Dale: Rescue Rangers
Pour la série télévisée d'animation, voir Tic et Tac, les rangers du risque.
Disney's Chip'n Dale: Rescue Rangers est un jeu vidéo de plates-formes développé et édité par Capcom en 1990 sur NES . Ce jeu basé sur la série télévisée d'animation Tic et Tac, les rangers du risque, est sorti sous licence Nintendo et les personnages sont sous licence The Walt Disney Company. Le jeu d'arcade est porté sur PlayChoice-10 en 1990,.
Le 16 mars 2017, Capcom annonce la ressortie le 18 avril de plusieurs titres phares 8 bits de Disney Interactive des années 1990 sous le nom The Disney Afternoon Collection sur Xbox One, PlayStation 4 et PC dont Disney's Darkwing Duck, Disney's DuckTales, Disney's DuckTales 2, Disney's Chip'n Dale: Rescue Rangers, Disney's Chip'n Dale: Rescue Rangers 2 et Disney's TaleSpin,.

## Système de jeu
Le titre est un mélange de plate-forme action dans lequel le joueur incarne les deux écureuils. 
C'est l'un des rares titres du genre à bénéficier d'un mode deux joueurs en simultané.

## Portages
- NES : 1990 (1992 en France).
- Playstation 4, Xbox One : 2017 dans la compilation The Disney Afternoon Collection.